# إدوين إف. غانز
إدوين إف. غانز هو محرر وسياسي أمريكي، ولد في 13 يونيو 1859، وتوفي في 20 يناير 1946. نشط حزبياً في الحزب الجمهوري. وقد انتخب عضو جمعية ولاية ويسكونسن ‏.